# Мерети
Мерети (груз. მერეთი) — село в Грузии, на территории Горийского муниципалитета края (мхаре) Шида-Картли.

## География
Село находится в центральной части Грузии, на левом берегу реки Малая Лиахви, на расстоянии приблизительно 22 километров (по прямой) к северу от города Гори, административного центра муниципалитета. Абсолютная высота — 907 метров над уровнем моря.

## Население
По результатам официальной переписи населения 2014 года в Мерети проживало 966 человек (501 мужчина и 465 женщин). В национальной структуре населения грузины составляли 98,5 %, осетины — 1,1 %.
| Год  | Население, человек |
| ---- | ------------------ |
| 2002 | 1176               |
| 2014 | ↘ 966              |